# Einbautelefon
Ein Einbautelefon oder Einbaufernsprecher ist ein Telefon zum Einbau in Pulte oder Tische. Eingebaut wird dabei in der Regel der Teil des Telefons, der bei Tischtelefonen auf dem Tisch steht; der Telefonhörer ist beweglich und wird in Mulden des eingebauten Apparateteils abgelegt. Einbautelefone werden dort eingesetzt, wo herkömmliche Tischfernsprecher aus verschiedenen Gründen nicht verwendet werden können.

## Einsatzgebiete
- in Leitstands- und Leitstellenpulten
- in Alarmzentralen
- in Aufzügen als Notruftelefon (laut heute geltenden Vorschriften untersagt (EN 81))
- in Kaufhäusern als Kundentelefon
- in SB-Zonen von Geldinstituten
- auf Schiffen, U-Booten und Fähren auf der Kommandobrücke, in den Passagierkabinen und im Maschinenraum